# Pueblo neerlandés
El pueblo neerlandés es un grupo étnico germánico nativo de los Países Bajos. Ellos comparten una cultura común y hablan el idioma neerlandés. Los neerlandeses y sus descendientes se encuentran en comunidades migrantes de todo el mundo, especialmente en Aruba, Surinam, Guyana, Canadá, Australia, Sudáfrica, Nueva Zelanda y los Estados Unidos. Los Países Bajos estaban situados alrededor de la frontera de Francia y el Sacro Imperio Romano Germánico, formando parte de sus respectivas periferias, y los diversos territorios en los que se encontraban se habían vuelto prácticamente autónomos en el siglo XIII. Bajo los Habsburgo, los Países Bajos se organizaron en una sola unidad administrativa, y en los siglos XVI y XVII los Países Bajos del Norte se independizaron de España como la República Holandesa. El alto grado de urbanización característico de la sociedad neerlandesa se alcanzó en una fecha relativamente temprana. Durante la República tuvo lugar la primera serie de migraciones neerlandesas a gran escala fuera de Europa.
Los neerlandeses han dejado un legado importante a pesar del tamaño limitado de su país. Son vistos generalmente como los pioneros del capitalismo y su énfasis en una economía moderna, el secularismo y un mercado libre tuvieron, en última instancia, una gran influencia en las grandes potencias de Occidente, especialmente en el Imperio Británico, sus Trece Colonias, y en última instancia, los Estados Unidos.
Las artes y la cultura tradicionales de los neerlandeses abarcan diversas formas de música tradicional, bailes, estilos arquitectónicos y prendas de vestir, algunas de las cuales son reconocibles a nivel mundial. Internacionalmente, los pintores neerlandeses como Rembrandt, Johannes Vermeer y Van Gogh son muy apreciados. La religión dominante de los neerlandeses era el cristianismo (tanto católico como protestante), aunque en los tiempos modernos la mayoría ya no es religiosa. Los porcentajes significativos de los neerlandeses son adherentes del humanismo, el agnosticismo, el ateísmo o la espiritualidad individual.

## Nacionalismo

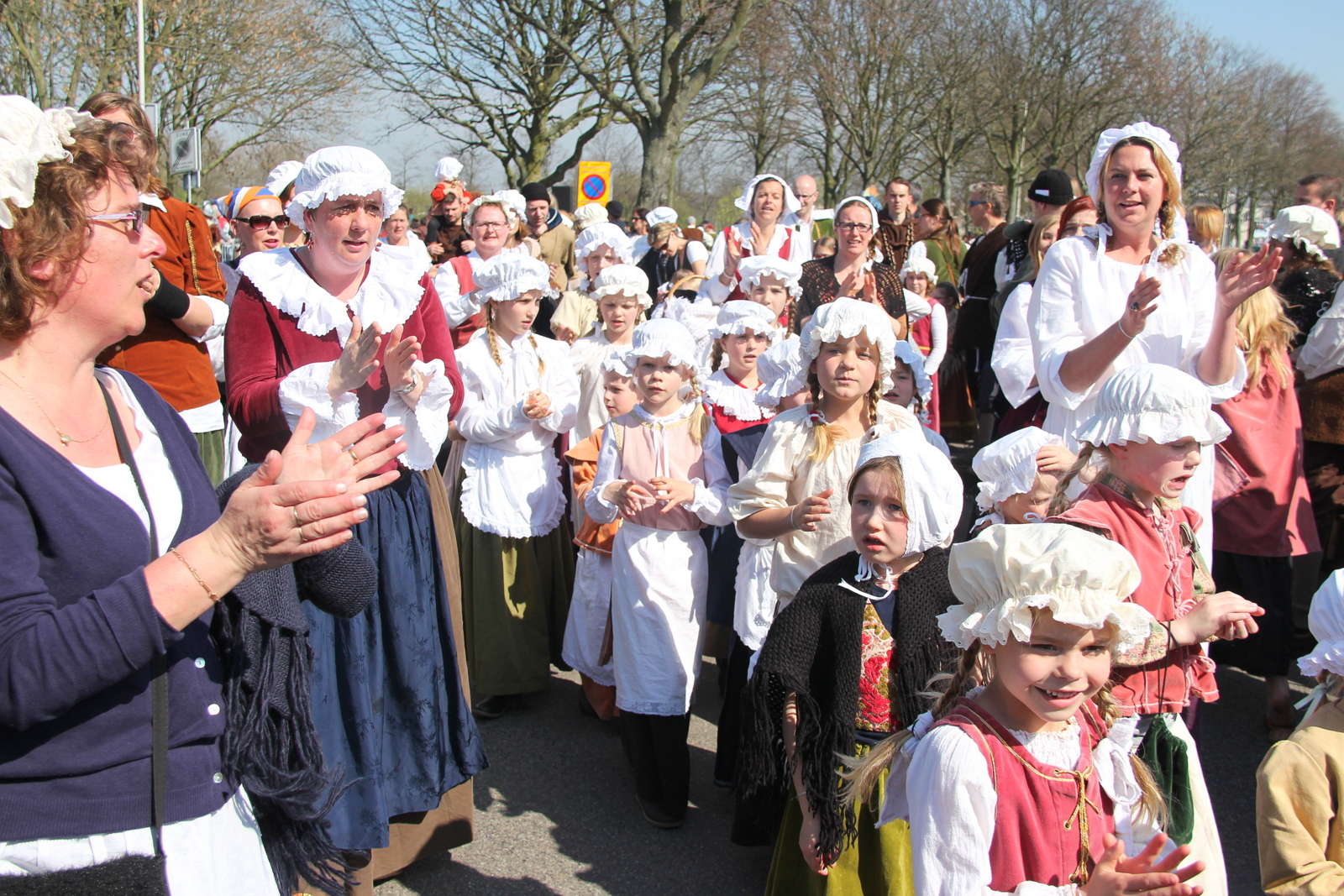
Niños neerlandeses ataviados con vestimentas típicas durante las celebraciones del 1 de abril en Brielle

Las ideologías asociadas con el nacionalismo (romántico) de los siglos XIX y XX nunca se hicieron realidad en los Países Bajos, y esto, junto con ser una sociedad relativamente monoétnica hasta finales de la década de 1950, ha llevado a un uso relativamente oscuro de los términos nación y etnicidad, ya que ambos se superponían en gran medida en la práctica. Hoy en día, a pesar de que otras etnias conforman el 19,6% de la población de los Países Bajos, esta oscuridad continúa en el uso coloquial, en la que Nederlander a veces se refiere a la etnia holandesa o a veces a cualquier persona que posea la ciudadanía holandesa. [40] Además de esto, muchos holandeses se opondrán a ser llamados holandeses como denominador nacional por los mismos motivos que muchos galeses o escoceses se opondrían a ser llamados ingleses en lugar de británicos.
Sin embargo, la definición de identidad cultural holandesa se ha convertido en un tema de debate público en los últimos años tras la creciente influencia de la Unión Europea y la afluencia de inmigrantes no occidentales en el período posterior a la Segunda Guerra Mundial. En este debate se han puesto en primer plano las "tradiciones típicamente holandesas". En estudios sociológicos e informes gubernamentales, a menudo se hace referencia a la etnicidad con los términos autochtoon y allochtoon. Estos conceptos legales se refieren al lugar de nacimiento y ciudadanía en lugar de antecedentes culturales y no coinciden con los conceptos más fluidos de etnicidad utilizados por los antropólogos culturales.